# Celeste (higo)
 'Celeste' es un cultivar moderno de higuera de tipo higo común Ficus carica unífera, de higos color marrón claro a violeta. En América del Norte son capaces de ser cultivadas en USDA Hardiness Zones 6 a más cálida.

## Sinonimia
- „Blue Celeste“,
- „Celestial“,
- „Conant“,
- „Honey Fig“,
- „Sugar Fig“,
- „Malta“ (por su supuesto lugar de origen),
- „Tennessee Mountain Fig“ (que puede ser un desporte aún más resistente),[4]
- „Violette“
- „Celeste Violette“
- „Little Brown“
- „Little Brown Sugar“[5]

## Historia
Se cree que tiene su origen en una higuera procedente de Malta.

## Características
Las higueras Celeste se pueden cultivar en USDA Hardiness Zones 6 a más cálida, siendo la zona optima de cultivo comprendida entre USDA Hardiness Zones de 7 a 9.
La planta es un árbol pequeño y resistente con un cultivo principal que madura temprano. Altamente resistente a las pudriciones de frutas.
Hoja generalmente pequeña; subcordato en la base; con 3 a 5 lóbulos; márgenes crenados. Muy resistente al frío (Ira J. Condit y otros expertos escriben que 'Celeste' no tolerará la madera nueva en años en los que está congelada). Hay algunas cepas, posiblemente la original, de las cuales esto es cierto, pero J. Stewart Nagle ha identificado al menos dos cepas que desarrollarán ramas nuevas.
El fruto de este cultivar es de tamaño mediano a pequeño y rico en aromas. Higo con piel de color marrón claro a violeta y pulpa de frutilla. Piriforme con cuello afilado. Ostiolo pequeño y cerrado. El ostiolo permanece verde hasta que la higuera está casi madura, lo que permite que se distinga fácilmente de 'Brown Turkey', cuyo ostiolo se vuelve rojo bastante temprano.
Esta variedad es autofértil y no necesita otras higueras para ser polinizada. El higo tiene un ostiolo pequeño que evita el deterioro durante condiciones climáticas adversas.
Los higos 'Celeste' son excelentes tanto frescos, secos pasos como en conserva. Se rompe cuando está guisado. Cultivo principal solamente bien adaptado en el este de Estados Unidos, pero generalmente insatisfactorio en California y el suroeste.

## Cultivo
'Celeste' son higueras resistentes al frío en áreas donde las temperaturas mínimas invernales no caen por debajo de 5 grados F. (-15 C.). Hay que tener en cuenta, sin embargo, que el tejido del tallo puede dañarse incluso a mucho más de 5 grados F., especialmente si se trata de un periodo prolongado de frío. Las higueras resistentes al invierno asentadas o maduras de varios años son más propensas a sobrevivir a un periodo frío prolongado. Los árboles jóvenes son más propensos a morir en suelos helados, especialmente si tienen "pies encharcados" o raíces cerca de la superficie.
La higuera crece bien en suelos secos, fértiles y ligeramente calcáreos, en regiones cálidas y soleadas. La higuera no es muy exigente y se adapta a cualquier tipo de suelo, pero su crecimiento es óptimo en suelos livianos, más bien arenosos, profundos y fértiles. Aunque prefiere los suelos calcáreos, se adapta muy bien en suelos ácidos. Teme el exceso de humedad y la falta de agua. En estos 2 casos, se producirá el amarilleamiento de las hojas.
Las temperaturas de -10 a -20 grados F (-23 a -26 C) definitivamente matarán a la higuera. De todas maneras en estas zonas y como prevención necesitará algún tipo de protección para el invierno con acolchamiento de los suelos con una gruesa capa de restos vegetales. En la primavera aparecerán ramas vigorosas (y fruta) si el pie ha sido protegido contra las fuertes heladas